# Bashkim Hoxha
Bashkim Hoxha (ur. 2 lutego 1954 w Durrësie) – albański pisarz i scenarzysta filmowy.

## Życiorys
Ukończył studia z zakresu języka i literatury albańskiej na Uniwersytecie Tirańskim. Po studiach rozpoczął pracę dziennikarza. W 1974 rozpoczął współpracę ze Studiem Filmowym Nowa Albania. Pierwszy scenariusz, jaki napisał został wykorzystany przy realizacji filmu dokumentalnego Me këngë dhe valle në festën e madhe (Z pieśnią i tańcem na wielkim święcie). 
W 1991 wyemigrował do Włoch, gdzie zaczął pisać powieści i zbiory opowiadań. W rodzinnym mieście znany jest z audycji porannych, prowadzonych od 1997 w miejscowej stacji TV Teuta. Rok później objął kierownictwo nad Centrum Kultury w Durrësie. W 2004 został uhonorowany tytułem Honorowego Obywatela Durrësu (alb. Qytetar Nderi i Durrësit), a w 2010 tytułem Mjështër i madh (Wielki mistrz).

## Twórczość

### Poezja
- 1977: Rinore

### Powieści
- 1987: Nje lolo dhe nje mbret (Błazen i król)
- 1989: Njeriu tjeter (Inny człowiek)
- 2000: Hotel Ballkan
- 2001: Dëshmitari i Shkretëtirës (Świadek pustyni)
- 2002: Mot i keq për dashuri (Zła pogoda na miłość)
- 2003: Fjalë të ndyra dashurie : [kronikë e një revolucioni të vogël të dështuar të puritanëve]
- 2003: Mbreti i Vesës
- 2004: Sakrifica (Ofiara)
- 2005: Ground Zero
- 2006: Lakuriq (Nagi)
- 2006: Pinoku im i trishtuar (Mój smutny Pinokio)
- 2007: Romancë ditën e krimit
- 2009: Heronjtë e viagrës (Bohaterowie Viagry)
- 2016: Gruaja e shiut

### Dramaty
- 1990: Sy të plakur. Unë dhe Mefistofeli

### Scenariusze filmowe
- 1974: Me këngë dhe valle në festën e madhe
- 1977: Zemrat që nuk plaken
- 1977: Një udhëtim i vështirë
- 1978: Fierzë 78
- 1980: Ne çdo stine
- 1982: Një vonesë e vogël
- 1990: Kronika e një nate